# Koszula nocna

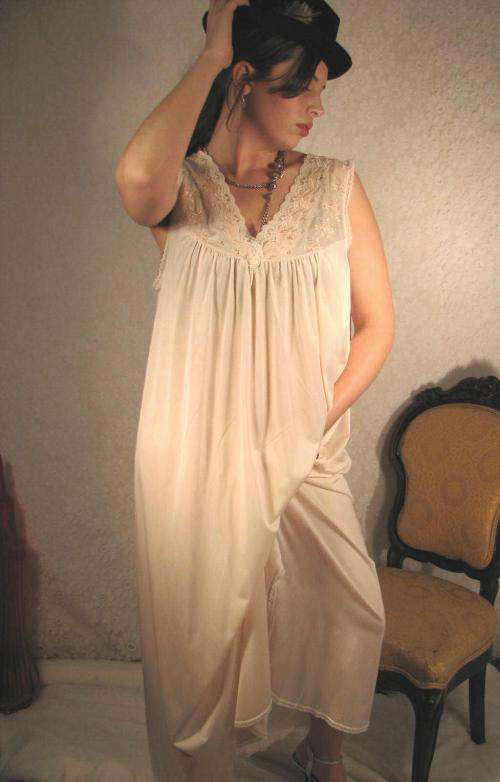
Koszula nocna

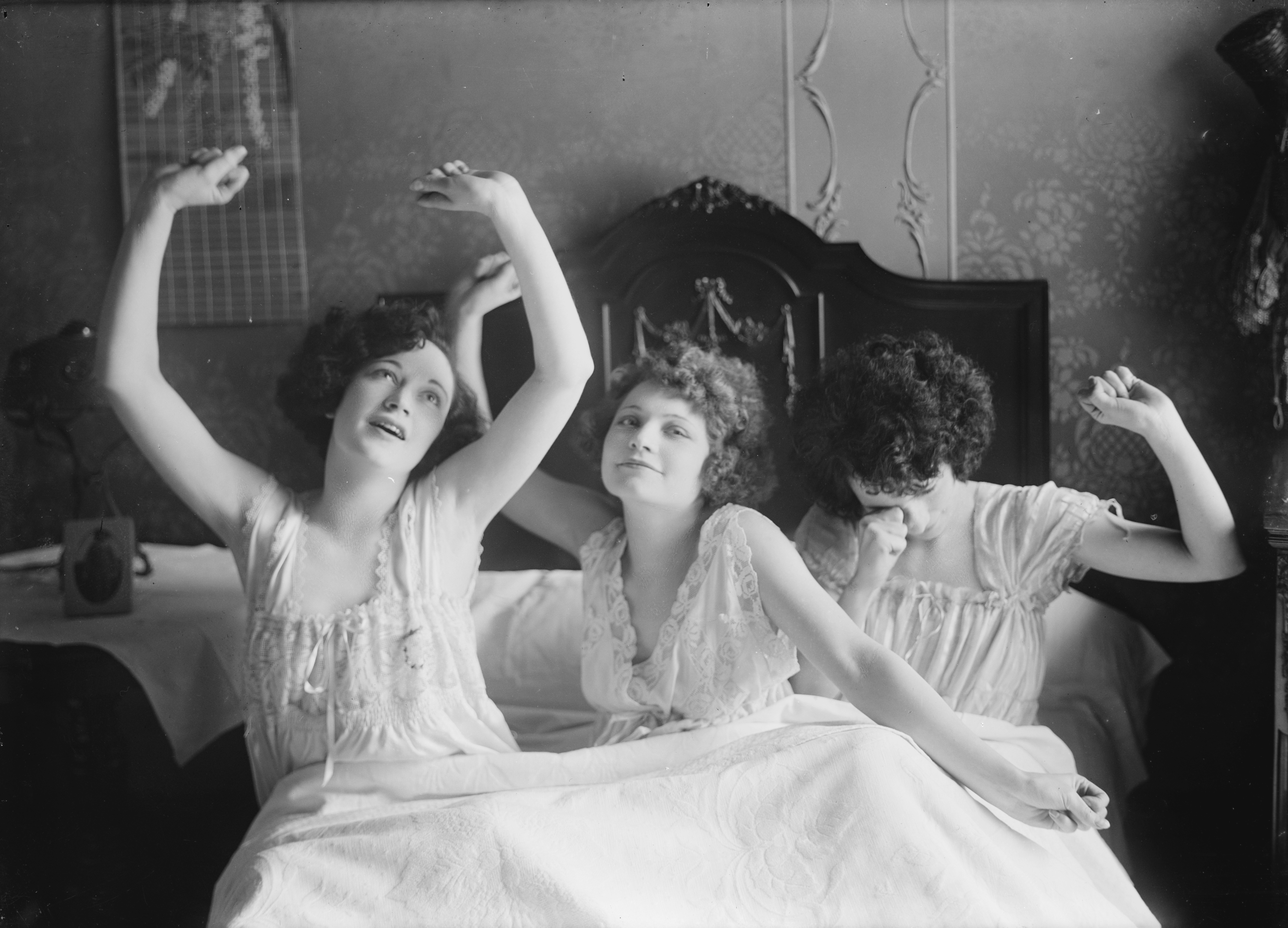
Koszule nocne z lat 20. XX wieku

Koszula nocna – okrywający cały tułów, luźny, jednoczęściowy ubiór, używany do snu, współcześnie noszony niemal wyłącznie przez kobiety.
Osobna koszula do snu zaczęła być używana w średniowieczu, choć już Rzymianie w okresie cesarstwa sypiali w tunikach innych niż noszone w dzień. Z inwentarzy wynika, że podobny zwyczaj istniał także w państwie Karola Wielkiego. Oddzielny ubiór na noc był początkowo dostępny jedynie dla zamożnych – w średniowieczu prosty lud sypiał nago, oszczędzając odzież.
Koszula nocna początkowo nie różniła się krojem od dziennej, mając kształt litery T. W XVI wieku, gdy koszula dzienna zaczęła się znacząco zmieniać, nocna pozostała przy prostym kroju, zwłaszcza w przypadku koszul męskich.
W XVIII wieku wymyślono tzw. koszule małżeńskie. Dzięki otworom w odpowiednich miejscach umożliwiały one pruderyjnym parom stosunek seksualny bez narażenia się na widok czy dotyk nagiego ciała współmałżonka. Otwór w tego typu koszuli damskiej był otoczony dyskretnym haftem, a nawet wyszytymi pobożnymi sentencjami. Klapka męskiej koszuli była zapinana na guziki.

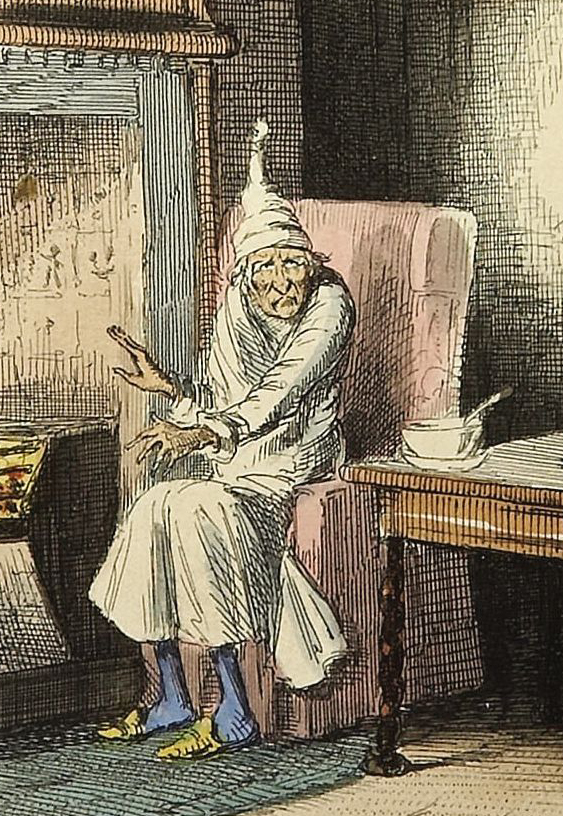
Do XX wieku w koszulach sypiali także mężczyźni (ilustracja do Opowieści wigilijnej Charlesa Dickensa).

Materiałem używanym na koszule nocne było płótno lniane, rzadko konopne. W XIX wieku, wraz z rozpowszechnieniem się bawełny, zaczęto stosować bardziej miękkie i delikatne tkaniny bawełniane.
Na początku XX wieku jako męski strój nocny pojawiła się piżama i w drugiej połowie tego stulecia niemal całkowicie zastąpiła koszulę. Wciąż jednak produkuje się koszule nocne przeznaczone dla mężczyzn.
W latach 70. XX wieku modne były koszule zwane baby doll. Później popularność zaczęły zdobywać trykotowe koszule nocne będące luźniejszą i dłuższą odmianą T-shirtu, często ozdobione dużym, kolorowym nadrukiem.
Współczesne kobiece koszule nocne mają rozmaite odmiany, wzory i kolory, choć na ogół ich krój jest dość luźny – rozszerzają się od razu od ramion bądź są odcięte nad lub pod biustem. Szyte są głównie z tkanin i dzianin bawełnianych, czasem także sztucznych. Mogą być też, podobnie jak inna elegancka bielizna, jedwabne.